# Kyle Richards
Kyle Egan Richards (Hollywood, California; 11 de enero de 1969) es una actriz y personalidad televisiva estadounidense. Es conocida por regresar a la televisión con su hermana, Kim Richards, en The Real Housewives of Beverly Hills, de Bravo.

## Primeros años
Richards nació en Hollywood, hija de Kenneth E. Richards (1935–1998) y Kathleen (nacida Dugan) Richards (1938–2002). La pareja se separó en 1972 y Kathleen más tarde se volvió a casar dos veces más. Las hermanas de Richards son Kathy Hilton (su medio-hermana mayor del primer matrimonio de su madre con Lawrence Avanzino; nacida en 1959) y Kim Richards (nacida en 1964). Nicky y Paris Hilton son sus sobrinas.

## Carrera como actriz
Richards empezó a actuar en 1974. Apareció en dieciocho episodios de la serie de televisión Little House on the Prairie como Alicia Sanderson Edwards. Su hermana, Kim, fue una actriz. En los 70, Richards apareció en varias series de televisión y en algunas películas de terror. En 1980 apareció junto a Bette Davis y Lynn-Holly Johnson en The Watcher in the Woods. 
La mayor parte de los papeles en la década de los 80 fueron secundarios, incluyendo TV movies, directo a video y otros trabajos en vídeo. Sus siguientes papeles incluyeron a la enfermera Dori en 21 episodios de ER (1998–2006) y a Lisa, un personaje secundario en National Lampoon's Pledge This!. También apareció en The Simple Life y en My New BFF.
Aparece en la serie de Bravo The Real Housewives of Beverly Hills, cuya primera temporada se emitió desde octubre de 2010 hasta febrero de 2011. Con su hermana, Kim Richards, aparece actualmente en la serie de Bravo.

## Tienda
Richards anunció que colaboraría con la minorista de moda de lujo Alene Too para lanzar un concepto de boutique innovador, Kyle by Alene Too., y el concepto, que abrió su primera ubicación en Brighton Way y Bedford Drive en Beverly Hills a finales de 2012, presenta emocionantes nuevas modas, tendencias y accesorios de los más altos diseñadores exclusivos del mundo.

## Vida personal
En 1988, con 18 años, Richards se casó con Guraish Aldjufrie estando embarazada y dio a luz a Farrah Brittany el 31 de octubre de ese mismo año, pero se separaron en 1990 y se divorciaron dos años más tarde.
En 1994 Richards conoció a su segundo marido Mauricio Umansky, un agente inmobiliario de lujo de Los Ángeles. De ascendencia griega y rusa judía, Umansky nació y creció en México. La pareja se casó el 20 de enero de 1996, cuando Kyle estaba embarazada de 4 meses. Su hija Alexia Simone nació el 18 de junio. La pareja tuvo dos hijas más, Sophia Kylie y Portia. Richards, quien tiene ascendencia inglesa, irlandesa y galesa, se convirtió al judaísmo cuando se casó con Umansky. Viven en Bel-Air, Los Ángeles.

## Filmografía

### Cine y televisión
| Año       | Título                                 | Personaje                 | Observaciones                                              |
| --------- | -------------------------------------- | ------------------------- | ---------------------------------------------------------- |
| 1974      | La mujer policía                       | Julie                     | 1 episodio, "The Cradle Robbers"                           |
| 1975      | La montaña embrujada                   | Tia Malone de joven       | No acreditada                                              |
| 1975–1982 | Little House on the Prairie            | Alicia Sanderson Edwards  | 19 episodios                                               |
| 1977      | A Circle of Children                   | Sarah                     | Telefilm                                                   |
| 1977      | The Car                                | Debbie                    |                                                            |
| 1977      | The Father Knows Best Reunion          | Ellen                     | Telefilm                                                   |
| 1977      | Eaten Alive                            | Angie                     |                                                            |
| 1977      | Father Knows Best: Home for Christmas  | Ellen                     | Telefilm                                                   |
| 1978      | Halloween                              | Lindsey Wallace           |                                                            |
| 1978      | Walt Disney's Wonderful World of Color | Naomi                     | 1 episodio, "The Million Dollar Dixie Deliverence"         |
| 1978      | Flying High                            | Katie                     | 1 episodio, "The Vanishing Point"                          |
| 1979      | Vega$                                  | Julie Travis              | 1 episodio, "Kill Dan Tanna!"                              |
| 1979      | La isla de la fantasía                 | Rebecca                   | 1 episodio, "Cornelius and Alfonse/The Choice"             |
| 1979      | Time Express                           |                           | 1 episodio, "Rodeo/Cop"                                    |
| 1979      | Carter Country                         | Gerry                     | 4 episodios                                                |
| 1979      | Friendships, Secrets, and Lies         | Livia                     | Telefilm                                                   |
| 1980      | Once Upon a Family                     | Liz Demerjian             | Telefilm                                                   |
| 1980      | The Watcher in the Woods               | Ellie Curtis              |                                                            |
| 1980      | Beulah Land                            | Joven Sarah               | Miniserie para televisión                                  |
| 1981      | Concrete Cowboys                       | Isobel                    | 1 episodio                                                 |
| 1981      | Halloween II                           | Lindsey Wallace           | Material no emitido                                        |
| 1982      | This is Kate Bennett...                | Jennifer Bennett          | Telefilm                                                   |
| 1982      | CHiPs                                  | Jodi                      | 1 episodio, "The Spaceman Made Me Do It"                   |
| 1984–1985 | Down to Earth                          | Elizabeth 'Lissy' Preston | 12 episodios                                               |
| 1989      | Curfew                                 | Stephanie Davenport       | Papel principal                                            |
| 1990      | Escape                                 | Lydia                     |                                                            |
| 1998      | Nick Freno: Licensed Teacher           |                           | 1 episodio, "Model Citizen"                                |
| 1998      | Love Boat: The Next Wave               | Mujer Intrigante          | 1 episodio, "Captains Courageous"                          |
| 1998–2006 | ER                                     | Enfermera Dori            | 21 episodios                                               |
| 1999      | Beverly Hills, 90210                   | Anna Murphy               | 1 episodio, "Bobbi Dearest"                                |
| 1999      | City Guys                              | Kate                      | 1 episodio, "Miracle on 134th Street and Lexington Avenue" |
| 2003      | 7th Heaven                             | Paciente de Matt          | 1 episodio, "Life and Death: Part 1"                       |
| 2006      | Pledge This!                           | Lisa                      |                                                            |
| 2011      | Deadly Sibling Rivalry                 | Tricia                    |                                                            |
| 2012      | CSI: Crime Scene Investigation         | Señorita Young            | 1 episodio, "Play Dead"                                    |
| 2013      | Days of Our Lives                      | Casey McGraw              | 2 episodios                                                |
| 2014      | The Hungover Games                     | Heather                   | Parodia de Los juegos del hambre y The Hangover            |
| 2021      | Halloween Kills                        | Lindsey Wallace           |                                                            |

### Como ella misma
| Año          | Título                               | Observaciones              |
| ------------ | ------------------------------------ | -------------------------- |
| 2003         | The Simple Life                      | Varios episodios           |
| 2010–present | The Real Housewives of Beverly Hills | Varios episodios           |
| 2012         | TMZ on TV                            | 1 episodio                 |
| 2013         | Stars in Danger                      | Especial para televisión   |
| 2013         | Betty White's Off Their Rockers      | 1 episodio                 |
| 2013         | Whose Line Is It Anyway?             | 1 episodio                 |
| 2014         | G.U.Y.                               | Vídeo musical de Lady GaGa |

## Memorias
Richards lanzó un libro autobiográfico en diciembre de 2011.
- Life Is Not a Reality Show: Keeping It Real with the Housewife Who Does It All